# 伊東平蔵
伊東 平蔵（いとう へいぞう、安政3年12月21日（1857年1月16日） - 1929年（昭和4年）5月2日）は戦前日本の図書館専門家、イタリア学者。旧徳島藩士。
文部省で東京図書館等に勤務した後、イタリアに留学し、東京外国語学校等でイタリア語を教えた。大日本教育会書籍館で日本初の図書館講習会を創立し、私立大橋図書館、東京市立日比谷図書館、私立佐賀図書館、横浜市図書館の創立に関わった。

## 経歴

### 文部省
安政3年12月21日（1857年1月16日）徳島藩士山内俊一の三男として生まれ、伊東八郎左衛門の養子となった。本籍地は淡路国。1874年（明治7年）名東県の官費で東京外国語学校仏語科に入学した。
1880年（明治13年）9月3日文部省報告局に勤務し、『教育雑誌』でフランスの教育論等を抄訳した。1882年（明治15年）4月専門学務局に兼務し、『文部省示諭』書籍館部分を起草した。1885年（明治18年）11月学務二局に転じ、12月11日東京図書館に兼務した。
1886年（明治19年）3月4日非職となり、イタリアに留学、パリで旧藩主の在フランス特命全権公使蜂須賀茂韶に学費を借り、1887年（明治20年）からヴェネツィア商業高等学校で日本語を教えた。1889年（明治22年）1月頃慢性腎臓炎に罹って帰国し、帝国大学病院、公立静岡病院で療養しつつ、3月4日文部省専門学務局・東京図書館に勤務した。

### 伊学協会、大日本教育会
1888年（明治21年）12月伊学協会通常委員となり、一時期自宅に事務所を置いて『伊国信用組合』を出版するなど活発に活動した。
1890年（明治23年）5月24日大日本教育会に入会し、1893年（明治26年）8月辻新次の依頼で大日本教育会書籍館主幹を務め、地方への貸出事務等に関わり、地方各地に通俗図書館を建設する必要性を実感した。日清戦争開戦後はイタリア関係の仕事に戻り、1897年（明治30年）5月陸軍参謀本部付通訳生となり、12月辞職した。

### 大橋図書館、日比谷図書館、宮城県立図書館
1899年（明治32年）9月10日東京外国語学校講師、1900年（明治33年）9月28日教授となり、1902年（明治35年）3月3日から東京美術学校・東京音楽学校でもイタリア語を教えた。
1902年（明治35年）田中稲城の推薦で私立大橋図書館建設設計に関わり、6月15日開館、19日主事となった。1903年（明治36年）一周年を記念して図書館事項講習会を開始し、日本における図書館員教育の嚆矢となった。

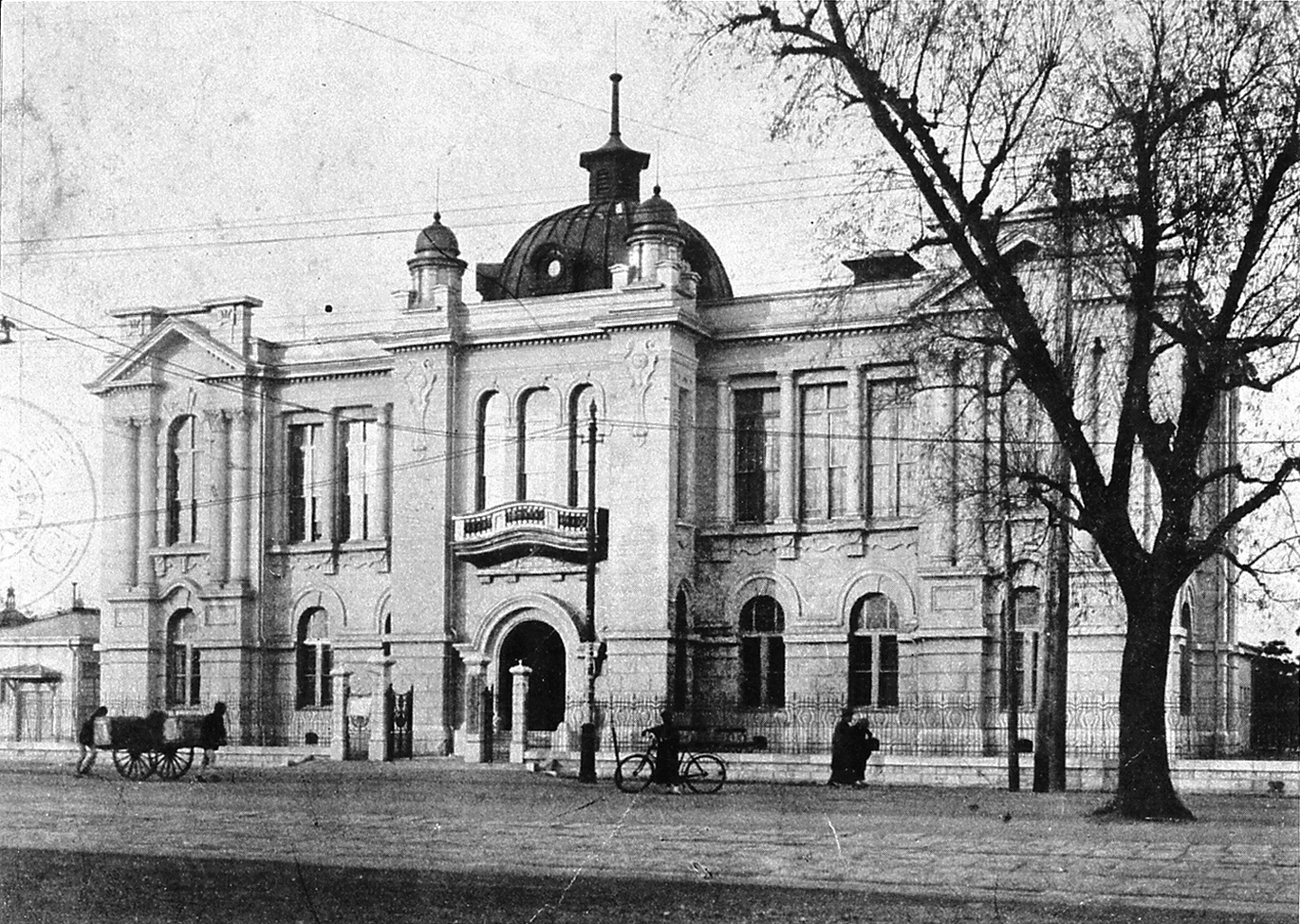
日比谷図書館

一方、1900年（明治33年）には東京市教育会調査部で図書館設立案に関わり、1905年（明治38年）東京市通俗図書館建設設計案調査委員、1906年（明治39年）9月10日日比谷図書館開発準備主事となり、1908年（明治41年）3月辞任、5月退職した。
1907年（明治40年）には宮城県知事亀井英三郎の依頼で宮城県立図書館の改善点を調査報告し、大橋図書館員中島胤男を主任に据え、1913年（大正2年）建物を改築した。
1912年（明治45年）9月頃腎臓炎が再発して腰痛を併発し、1913年（大正2年）3月外国語学校を退職した。校長村上直次郎による排斥ともいう。

### 佐賀図書館
1913年（大正2年）1月留学中に知り合った鍋島直大の依頼で佐賀図書館創立委員となった。1914年（大正3年）2月11日副館長となり、4月ニューヨークの事例を参考に三輪自動車による配達貸出を試み、1917年（大正6年）10月館長となった。

### 横浜市図書館
1920年（大正9年）3月佐賀図書館を退職して東京に戻り、横浜市図書館建設事務所主任を務め、1921年（大正10年）6月11日開館して館長となった。1923年（大正12年）関東大震災で大きな被害を受け、再建に奔走した。1925年（大正14年）1月辞任して横浜市図書課長となり、1926年（昭和元年）12月退職後も神奈川県学務課で視察指導員等として指導や講演を続けた。
1928年（昭和3年）8月満州、朝鮮を旅行し、大連・長春・撫順・奉天・平壌の図書館を視察した。1929年（昭和4年）5月2日午前1時死去し、4日青山斎場で葬式が行われた。墓所は鶴見町總持寺。

## 著書
- 『伊国信用組合 一名・共同庶民銀行』東京伊学協会、1892年4月。NDLJP:800260。
- 『伊語教授書』伊学協会、1895年1月。NDLJP:862234。
- 『伊語読本』伊藤平蔵、1910年4月。
- 伊東平蔵編 編『佐賀図書館創立満三年記念古書展覧会出』私立佐賀図書館、1916年11月。
- 伊東平蔵編 編『佐賀図書館年報 第4』佐賀図書館、1918年5月。
- 伊東平蔵編 編『佐賀図書館年報 第5』佐賀図書館、1919年6月。
- 伊東平蔵編 編『佐賀図書館年報 第6』佐賀図書館、1920年7月。

### 伊東平蔵関係資料
横浜市中央図書館に所蔵されているもの。
- 日誌

1928年（昭和3年）分、1929年（昭和4年）分の2冊。
- 書簡類

備忘録3巻、その他の書類13点
- 証明書類

寄留証明書、協会員認定証書等等
- その他

私生活に関する文書類等

## 栄典
- 1907年（明治40年） 正六位[25]
- 1911年（明治44年） 従五位[26]
- 1913年（大正2年） 正五位[27]
- 勲六等瑞宝章[18]
- 1897年10月13日 イタリア銀製衛生記章 - 軍艦ウンブリア号でのコレラ発生に対処した功績による[28]。
- 1908年 イタリア王冠勲章（イタリア語版）第五等[29]
- 1920年 聖マウリッツィオ・ラザロ勲章第五等[30]

## 家族
- 実父：山内俊一
- 養父：伊東八郎左衛門
- 妻：琴柱 - 依田学海次女。1892年（明治25年）2月27日結婚[6]。江戸文化、フランス語に通じた[31]。
- 子：伊東祐雄[31]
- 孫：伊東祐慶[32]